# Gérald Gérin
Pour les articles homonymes, voir Gérin.
Gérald Gérin, né le 21 octobre 1973 à Rognac (Bouches-du-Rhône), est un homme politique français. Il est un proche collaborateur de Jean-Marie Le Pen.

## Biographie

### Situation personnelle
D'origine provençale, Gérald Gérin est scolarisé à Berre-l'Étang et Salon-de-Provence, avant d'étudier au lycée hôtelier de Marseille et d’être employé au Carlton de Cannes. Il est aussi chauffeur de célébrités.
Il est pacsé avec son compagnon israélien.

### Engagement politique
Gérald Gérin adhère au Front national (FN) en 1990, à 17 ans.
Présenté à Jean-Marie Le Pen par Catherine Mégret, il entre au service du président du FN en 1995, et devient son assistant personnel et son collaborateur au Parlement européen.
Il se présente sous l’étiquette FN lors des élections cantonales de 2004 dans le canton de Berre-l'Étang ainsi qu'aux élections régionales de 2004 en Provence-Alpes-Côte d'Azur, à l’issue desquelles il devient conseiller régional. Il est réélu en 2010 et 2015.
Candidat aux élections législatives de 2007 dans la douzième circonscription des Bouches-du-Rhône, il affronte notamment Bruno Mégret : il recueille 7,4 % contre 2 % à l’ancien dirigeant frontiste. Lors des élections législatives de 2012, se présentant dans la huitième circonscription des Bouches-du-Rhône, il est battu au second tour par le socialiste Olivier Ferrand.
En 2014, il est également accrédité au Parlement européen auprès de Marie-Christine Arnautu. La même année, lors du congrès de Lyon, il est élu membre du comité central du FN.
Selon Gaël Nofri, il gère depuis 2015 les comptes de Jean-Marie Le Pen sur Facebook et Twitter, où ce dernier est fréquemment épinglé pour des dérapages.
En 2016, le parquet national financier soupçonne Jean-Marie Le Pen de s'être servi de Gérin afin de dissimuler une partie de son argent dans les Îles Vierges britanniques, via la société Barleton Marketing Ltd dont Gérin est ayant-droit,. Jean-Marie Le Pen définit de la façon suivante son activité auprès de lui : « C’est mon assistant parlementaire au Parlement européen, et mon assistant privé »,. Gérald Gérin est également trésorier du micro-parti Cotélec et de Promélec. En 2020, il devient trésorier de l’Institut Jean-Marie Le Pen, qui vise à mettre à la disposition du grand public les archives retraçant le parcours politique du dirigeant frontiste.

## Affaires judiciaires

### Affaire des assistants parlementaires du Front national
Marie-Christine Arnautu est élue députée au Parlement européen de 2014 à 2019. Elle prend alors comme assistant Gérald Gérin, majordome de Jean-Marie Le Pen. Gérald Gérin n’a gardé aucune preuve de son travail et avance avoir fait pour elle des revues de presse. Dans le cadre de l'affaire des assistants parlementaires du Front national au Parlement européen, il est condamné le 31 mars 2025 à douze mois de prison avec sursis et un an d'inéligibilité.

### Fraude fiscale
Gérald Gérin est cité à comparaître devant le tribunal correctionnel le 4 avril 2024, des chefs de « fraude fiscale » et « blanchiment de fraude fiscale ». En janvier 2025, il est condamné dans l’affaire des lingots d’or cachés de Jean-Marie Le Pen à deux ans de prison avec sursis pour « fraude fiscale », « fraude fiscale aggravée » et « blanchiment ».